# Maximum transmission unit
Maximum transmission unit, skraćeno MTU, odnosno maksimalna transmisijska jedinica predstavlja najveću veličinu podataka koja može biti prenesena u pojedinom TCP/IP paketu. Naime internetski protokol (IP) iz skupa TCP/IP protokola dizajniran je za rad preko mnogo različitih mrežnih tehnologija, od kojih svaka može koristiti mrežne pakete različitih veličina.
Svaki uređaj na mreži (računalo, poslužitelj, usmjerivač, vatrozid itd.) na svom svakom mrežnom sučelju mora imati postavljenu veličinu koja se naziva MTU (Maximum transmission unit) koja se odnosi na veličinu na OSI sloju tri (IP), pa se naziva i IP MTU.  
Za ethernet mreže standardne je veličine 1500 bajta (RFC 894). MTU definira maksimalnu veličinu mrežnog paketa (praktično Payload dio paketa) koju mrežno sučelje (mrežna kartica) prihvaća i eventualno proslijeđuje dalje (ako se radi o usmjerivaču). 
Standardni Ethernet mrežni okvir na OSI sloju dva (OSI 2) prema OSI sloju tri (OSI 3) jest
| Odredišna MAC                                    | Izvorišna MAC | EtherType | Payload [MTU]                              | Payload [MTU]     | Payload [MTU] | CRC/FCS |
| ------------------------------------------------ | ------------- | --------- | ------------------------------------------ | ----------------- | ------------- | ------- |
| 6 bajta                                          | 6 bajta       | 2 bajta   | Podatci                                    | TCP/UDP zaglavlje | IP zaglavlje  | 4 bajta |
| 6 bajta                                          | 6 bajta       | 2 bajta   | 6 – 1460 bajta                             | 20 bajta          | 20 bajta      |         |
| 6 bajta                                          | 6 bajta       | 2 bajta   | Ukupno minimalno 46, maksimalno 1500 bajta |                   |               |         |
| Ukupno minimalno 64 bajta, maksimalno 1518 bajta |               |           |                                            |                   |               |         |

Upotrebom VLAN (802.1Q) i/ili QinQ ukupna veličina paketa raste još malo više. Moguće su i drastično veće veličine MTU vrijednosti s tzv. jumbo frames.